# Tury (książę)
Tury, Tur (starorus. Туръ, ros. i biał. Тур) – rzekomy eponim i pierwszy władca grodu Turów nad Prypecią.
Jedyna informacja na temat Tura zawarta jest w Powieści minionych lat pod rokiem 980. Przybyć miał wraz z Rogwołodem ze Skandynawii (co nastąpiło przypuszczalnie latach 60.–70. X wieku) i objąć w posiadane ziemie, których ośrodek nazwano od jego imienia Turowem.

Rogwołod bowiem przyszedł był zza morza i miał włość swoją w Połocku, a Tury w Turowie, od niego też i Turowcy przezwali się.

Brak jest jakichkolwiek innych informacji źródłowych na temat Tura.
Wiarygodność przekazu Powieści minionych lat była przedmiotem kontrowersji wśród badaczy, uważano ją za etymologiczną fantazję kronikarza lub echo jakiejś dawniejszej tradycji. Podważano skandynawskie pochodzenie Tura, jako że udział Normanów w warstwie feudalnej był silniejszy tylko na północy Rusi. Mógł to być lokalny przywódca plemienia Dregowiczów. Jego pozycja musiała być jednak względnie wysoka, skoro Włodzimierz I Wielki osadził później w Turowie swojego syna Świętopełka.